# Douds
Douds és una concentració de població designada pel cens dels Estats Units a l'estat d'Iowa. Segons el cens del 2000 tenia 165 habitants.

## Demografia
Segons el cens del 2000, Douds tenia 165 habitants, 81 habitatges, i 46 famílies. La densitat de població era de 28,8 habitants per km².
Dels 81 habitatges en un 24,7% hi vivien nens de menys de 18 anys, en un 50,6% hi vivien parelles casades, en un 0% dones solteres, i en un 43,2% no eren unitats familiars. En el 40,7% dels habitatges hi vivien persones soles el 27,2% de les quals corresponia a persones de 65 anys o més que vivien soles. El nombre mitjà de persones vivint en cada habitatge era de 2,04 i el nombre mitjà de persones que vivien en cada família era de 2,76.
Per edats la població es repartia de la següent manera: un 21,8% tenia menys de 18 anys, un 6,1% entre 18 i 24, un 22,4% entre 25 i 44, un 23,6% de 45 a 60 i un 26,1% 65 anys o més.
L'edat mediana era de 45 anys. Per cada 100 dones de 18 o més anys hi havia 89,7 homes.
La renda mediana per habitatge era de 25.893 $ i la renda mediana per família de 46.250 $. Els homes tenien una renda mediana de 28.750 $ mentre que les dones 33.958 $. La renda per capita de la població era de 17.428 $. Cap de les famílies i el 16,8% de la població estaven per davall del llindar de pobresa.

## Poblacions més properes
El següent diagrama mostra les poblacions més properes.